# Greg Cannom
Greg Cannom (Los Angeles, 5 settembre 1951 – 3 maggio 2025) è stato un truccatore statunitense, vincitore di quattro Premi Oscar per il miglior trucco.

## Biografia
Intraprese l'intensa attività di truccatore a partire dal 1977, lavorando in oltre cento opere cinematografiche, tra film e serie televisive. Il lavoro eseguito su Gary Oldman nel film Dracula di Bram Stoker di Francis Ford Coppola lo portò ad ottenere nel 1993 la sua prima statuetta agli Oscar, rendendolo quindi uno dei grandi truccatori di Hollywood.
L'anno successivo fu autore della straordinaria metamorfosi di Robin Williams nell'ambigua e divertente Mrs. Doubtfire, per il quale ottenne un secondo Oscar. Successive onorificenze giunsero negli anni successivi grazie a film come Un adorabile testardo, il pluripremiato Titanic, L'uomo bicentenario e A Beautiful Mind, per i quali fu candidato ad altrettanti Premi Oscar.
Nel 2009 il suo contributo nell'acclamato film di David Fincher Il curioso caso di Benjamin Button, in cui Brad Pitt interpretava un portentoso anziano che ringiovanisce anziché invecchiare, segnò la consegna del suo terzo Oscar.
Nel 2019 vinse la quarta statuetta insieme a Kate Biscoe e Patricia DeHaney per il film Vice - L'uomo nell'ombra.

## Filmografia parziale
- Nightmare 3 - I guerrieri del sogno (A Nightmare on Elm Street 3: Dream Warriors), regia di Chuck Russell (1987)
- Ragazzi perduti (The Lost Boys), regia di Joel Schumacher (1987)
- Capitan America (Captain America), regia di Albert Pyun (1990)
- Il pozzo e il pendolo (The Pit and the Pendulum), regia di Stuart Gordon (1991)
- Subspecies, regia di Ted Nicolaou (1991)
- Batman - Il ritorno (Batman Returns), regia di Tim Burton (1992)
- Dracula di Bram Stoker (Bram Stoker's Dracula), regia di Francis Ford Coppola (1992)
- Hoffa - Santo o mafioso? (Hoffa), regia di Danny DeVito (1992)
- Mrs. Doubtfire - Mammo per sempre (Mrs. Doubtfire), regia di Chris Columbus (1993)
- Nine Months - Imprevisti d'amore (Nine Months), regia di Chris Columbus (1995)
- Hannibal, regia di Ridley Scott (2001)
- Il curioso caso di Benjamin Button (The Curious Case of Benjamin Button), regia di David Fincher (2008)
- Vice - L'uomo nell'ombra (Vice), regia di Adam McKay (2018)